# Hemiceras sericita
Hemiceras sericita är en fjärilsart som beskrevs av William Schaus 1901. Hemiceras sericita ingår i släktet Hemiceras och familjen tandspinnare. Inga underarter finns listade i Catalogue of Life.